# Тарот Шарла VI
„Тарот Шарла VI“ или „Тарот Грингоње“ (фр. Le tarot dit de Charles VI) је луксузни стари шпил карата нацртан темпером и мастилом са позлатом, који се чува у Националној библиотеци Француске (Париз, БНФ, Естампе, Рес. Кх 24), и представља један од ретких сачуваних примера таквих предмета из италијанске ренесансе.

## Легенда
Понекад покушавају да започну историју тарот карата као феномена из 1392, пошто постоји запис датован у овај датум , према коме је Жакмену Грингоњеру наручен шпил карата од 56 со за забаву француског краља Шарла VI Лудог, и неке од ових карата се још увек чувају у Паризу у Националној библиотеци Француске.

## Опис
Шпил из Националне библиотеке Француске, који данас носи име Грингоњер, је ручно осликано италијанско дело из 15. века северноиталијанског типа, вероватно из Венеције или Фераре, или, како особље Библиотеке истиче, могуће из Болоње. Величина карте 180/185 са 90/95 мм.
Шпил је некомплетан - у њему је сачувано само 17 од уобичајених 78 карата, односно недостаје 6 карата од 22 карте у великим арканама:
- Сачувано: Луда, Цар, Папа, Љубавници, Кочија, Правда, Пустињак, Снага, Обешеник, Смрт, Умереност, Кула, Месец, Сунце, Суд, Свет.
- Недостају: Маг, Царица, Папиница, Точак среће, Ђаво, Звезда.

## Галерија
- фр. 
Луда
- фр. 
Маг
- фр. La Papesse Папиница
- фр. L'Impératrice Царица
- фр. 
Цар
- фр. Le Pape Папа
- фр. L'Amoureux Љубавници
- фр. Le Chariot Кочија
- фр. 
Правда
- фр. 
Пустињак
- фр. 
Точак среће
- фр. 
Снага
- фр. 
Обешеник
- фр. 
Смрт
- фр. 
Умереност
- фр. 
Ђаво
- фр. 
Кула
- фр. 
Звезда
- фр. 
Месец
- фр. 
Сунце
- фр. Le Jugement Суд
- фр. 
Свет
- фр. 
Паж мачева